# Lancelot Royle
Lancelot Royle   (Barnet, 31 de maig de 1898 - Londres, 19 de juny de 1978) va ser un atleta anglès, especialista en curses de velocitat, que va competir durant la dècada de 1920. Posteriorment va ser un dels principals comerciants minoristes britànics del segle xx, president i conseller delegat d'Allied Suppliers Ltd., Home & Colonial Stores Ltd., Lipton Ltd. i NAAFI.
El 1916 s'incorporà a la Royal Field Artillery i va ser enviat a França per lluitar en la Primera Guerra Mundial. Hi va romandre fins a l'armistici de 1918. En acabar la guerra va continuar a l'exèrcit i començà a practicar l'atletisme. Ràpidament va destacar en les curses de velocitat i el 1920 i 1921 es proclamà campió d'esprint de l'exèrcit britànic. El 1924 va prendre part en els Jocs Olímpics de París, on va disputar dues proves del programa d'atletisme. Va guanyar la medalla de plata en els 4x100 metres relleus, formant equip amb Harold Abrahams, Walter Rangeley i Wilfred Nichol. En aquests mateixos Jocs quedà eliminat en sèries dels 100 metres.
Royle va començar la seva carrera d'empresari a Unilever, ingressant a Home and Colonial Stores el 1928. Al començament de la Segona Guerra Mundial era considerat un dels millors executius minoristes del país. Es va unir a la Royal Artillery, però Winston Churchill li va demanar que fos copresident del Comitè d'Hisenda Macharg/Royle i després assumí la presidència de la NAAFI. En va ser president durant 12 anys. Com a president i conseller delegat va transformar Home and Colonial Stores en una de les primeres destinacions de compres minoristes del Regne Unit. Va formar part de nombroses juntes d'accionistes. El 1944 va ser nomenat Cavaller Comandant de l'Orde de l'Imperi Britànic (KBE).

## Millors marques
- 100 iardes. 10.1" (1922)
- 4x100 metres llisos. 41.2" (1924) Rècord d'Europa[1][2]